# 2 Cold Scorpio
2 Cold Scorpio, pseudonimo di Charles Bernard Scaggs (Denver, 25 ottobre 1965), è un wrestler statunitense.
In passato è riuscito a conquistare fra le cinture più ambite il WCW World Tag Team Championship insieme a Buff Bagwell, il ECW World Tag Team Championship con The Sandman e il ECW World Television Championship (per 4 volte). Ha avuto come manager Carlene Begnaud e Theodore Long. Ha combattuto anche in WWE con il nome di Flash Funk.

## Carriera

### Esordi (1985–1992)
Scaggs fece il suo debutto nel wrestling professionistico nel 1985, adottando il ring name 2 Cold Scorpio. Lottò in varie federazioni independenti negli Stati Uniti, fino a quando, dietro consiglio di Big Van Vader, decise di trasferirsi nella New Japan Pro-Wrestling, dove si allenò nel NJPW Dojo.

### World Championship Wrestling (1992–1994)
2 Cold Scorpio esordì nella World Championship Wrestling (WCW) il 18 novembre 1992, come partner misterioso di Ron Simmons a Clash of the Champions XXI. Nell'ottobre 1993 ebbe un breve regno da World Tag Team Champion insieme a Marcus Alexander Bagwell. Anche se fu rilasciato dalla compagnia nel 1994, 2 Cold Scorpio prese comunque parte al pay-per-view When Worlds Collide sponsorizzato dalla WCW più avanti quello stesso anno, e all'evento WCW/New Japan Collision in Korea nel 1995.

### Extreme Championship Wrestling (1994–1996)
2 Cold Scorpio debuttò nella Extreme Championship Wrestling nel 1994, dove ebbe quattro regni da campione World Television e vinse il titolo ECW World Tag Team Championship insieme a The Sandman. Ebbe vari feud con lottatori quali Taz, Shane Douglas, Sabu e Mikey Whipwreck. Nel 1996 otrnò a combattere in Giappone per la Tokyo Pro Wrestling, sotto l'identità del wrestler mascherato "Black Wazuma".

### World Wrestling Federation (1996–1999)
2 Cold Scorpio debuttò in WWF il 17 novembre 1996 alle Survivor Series, con il ring name Flash Funk. La sua gimmick lo vedeva danzare vestito con abiti sgargianti accompagnato sul ring dalle sue "Fly Girls" o "Funkettes". Verso la fine del suo primo periodo in WWF, Funk tornò alla sua precedente identità di 2 Cold Scorpio, nome abbreviato in seguito in "Scorpio", e cominciò a lottare in coppia con Ron Simmons, e anche con Terry Funk, per gran parte del 1998. Quindi divenne membro della fazione J.O.B. Squad di Al Snow. Sempre nel 1998, prese parte al torneo "shoot" di arti marziali miste Brawl for All, sostituendo Ken Shamrock. Perse ai quarti di finale contro The Godfather. All'inizio del 1999, 2 Cold Scorpio chiese alla dirigenza un periodo di pausa a causa di problemi personali, ma invece fu licenziato dalla WWF.

## Titoli e Riconoscimenti
- All Star Wrestling Alliance
  - ASWA Heavyweight Championship (1)
- Chikara
  - Rey de Voladores (2013)
- Extreme Championship Wrestling
  - ECW World Tag Team Championship (1) - con The Sandman
  - ECW World Television Championship (4)
  - Hardcore Hall of Fame (2014)
- German Wrestling Federation
  - GWF Heavyweight Championship (1)
- Pacific Championship Wrestling
  - PCW Heavyweight Championship (1)
- Peach State Wrestling
  - PSW Cordele City Heavyweight Championship (1, ultimo campione)
- Pro Wrestling Illustrated
  - 201º tra i 500 migliori wrestler singoli nella PWI 500 (2003)
- Pro Wrestling Noah
  - GHC Openweight Hardcore Championship (1)
  - GHC Tag Team Championship (2) – con Vader (1) e Doug Williams (1)
- Pro Wrestling Unplugged
  - PWU World Heavyweight Championship (3)
- World Championship Wrestling
  - WCW World Tag Team Championship (1) – con Marcus Alexander Bagwell
- Wrestling Observer Newsletter
  - Best Wrestling Maneuver (1992)
  - Most Underrated Wrestler (1997)